# Darkwatch
『Darkwatch』（Darkwatch: Curse of the West）はHigh Moon Studios（旧サミースタジオ）が開発した、ホラー西部劇FPSゲームである。
2005年にPlayStation 2版とXbox版で北米（カプコンから発売）と欧州（ユービーアイソフトから発売）にて発売された。PS2版もXbox版も日本では発売されていない。

## 概要
物語は19世紀のアメリカ南西部アリゾナ州が舞台。吸血鬼やアンデッドと戦うホラー要素のある西部劇FPSとなっており、ステージも暗いステージが多い。主人公は指名手配の無法者のガンマン、ジェリコ・クロス。ジェリコは何も知らずある列車の金の強盗の任務中に列車の中で なぞの独房に入っていた、吸血鬼を支配するヴァンパイヤロードのラザラスを誤って開放してしまう。ジェリコは吸血鬼狩りを行うダークワッチ（Darkwatch）と呼ばれる秘密組織に仕えるキャシディと言う女性と出会い、ダークワッチのメンバーとしてヴァンパイヤロードと戦う。
ジェリコはラザラスに噛まれた後、吸血鬼へと少しずつ変身していく中で、プレイヤーは善か悪の吸血鬼かの行動の選択ができ、その選択よって、ブラッドシールド（血の盾）やヴァンパイア・ジャンプやブラッド・ビジョン（透視能力）、フェアー（敵を混乱させる）、ヴィンジゲーター（稲妻攻撃）、ブラッド・フレンジー、ソウル・スティーラー（近くの敵を倒し魂を奪う）ミスティック・アーマー、ブラック・シュラウド（敵の生命力を奪う）、銀の弾丸などの数々の吸血鬼の特殊能力を得られる。また太陽光が出ている時は、力が弱まるので、ジェリコの吸血鬼の特殊能力は使えなくなり、通常の人間として敵と戦わなくてはならない。
武器は接近攻撃もできる刃がついた特殊なリボルバー拳銃や連射ショットガンから爆発矢のボウガンやスナイパーライフル、ロケットランチャー、手榴弾など。
ステージによってはガトリング砲を装備したコヨーテ・ステーム・ワゴンと言う車両を操作したり、三人称視点での、アンデッドの馬に乗りながらのガンシューティングのステージもある。
Xbox版ではオンラインで16人対戦ができた。またPS2版、Xbox版共に分割画面による協力プレイもで来た。
アメリカのサミー支社であるサミースタジオのリードデザイナーであるPaul O'ConnorとChris Ulm の2人はDarkwatchの開発プロジェクトの概念を持ち、これを承知して欲しいと、サミー代表取締役会長の里見治に頼んだ。里見はこれをすぐに許可した。最初のゲームの概念はあまり暗くなく、西部開拓時代と吸血鬼のコミック特性が感じる内容で、2002年からDarkwatchの開発が始まった。
ゲームシステムはHaloに似ている処があるが、O'Connor氏はHaloがインスピレーションであると認めており、Haloにホラー的要素と西部劇映画シルバラードの間の主人公ジェリコ・クロスとしてゲーム設計されていると言う。またHalo以外にもメダル・オブ・オナーやハーフライフやメトロイドプライムやタイムスプリッターなどのFPSゲームもインスピレーションを受けていると言う。
続編も開発されていたが2007年に開発中止となりキャンセルとなってしまった。
このゲームは好評につき続編となる話のコミックや主人公のジェリコ・クロスのアクションフュギュアが出たり、ハロウィン用のコスプレ衣装が発売されるなどの影響の人気が出た。また映画化の話も出たほどで、数々のゲームメディアから好評を博し数々の賞も受賞した。